# Chaunus quechua
Chaunus quechua là một loài cóc trong họ Bufonidae. Chúng là loài đặc hữu của Bolivia.
Các môi trường sống tự nhiên của chúng là các khu rừng vùng núi ẩm nhiệt đới hoặc cận nhiệt đới, sông, đầm nước ngọt, và đầm nước ngọt có nước theo mùa. Loài này đang bị đe dọa do mất nơi sống.